# TV Karpaty
TV Karpaty (со словац. — «ТВ Карпаты») — словацкий региональный телеканал, вещающий с 2006 года на территории Западной Словакии в городах Пьештяни (центр вещания), Трнава, Нове-Место-над-Вагом, Глоговец и Пезинок. Активно сотрудничает с другими региональным телеканалами Западной Словакии.
Телеканал «Карпаты» носит информационно-познавательный характер, делая акцент на выпуски новостей и документальные передачи. Выпускает в эфир ток-шоу, информационные программы на тематику моды, музыки, культуры и документальные фильмы. Одним из символов телеканала является программа «Бездомные» (словац. Bezbúdovci), рассказывающая о бездомных животных и оставшихся без крова над головой людях.